# Вибори до Луганської міської думи (1917)
Вибори до Луганської міської думи (1917) - вибори гласних Луганської міської думи на підставі постанови Тимчасового уряду від 15 квітня 1917 року, що відбулись 6 серпня 1917 р. 
Із загального числа виборців 33 442 прголосувало 15 098 (45,15%), зіпсовано було 334 бюлетені.
Голоси розподілились таким чином:
| Список                                                | Кількість отриманих місць у думі | Обрані гласними |
| Більшовики та Польська партія соціалістична           | 29                               | 1) Ворошилов Климент Єфремович, 2) Каменський Абрам Захарович, 3) Вінецький Йосип Андрійович, 4) Черв'яков Олександр Іванович, 5) Істомін Яків Олексійович, 6) Ляпін Зиновій Федорович, 7) Ракочи Фелікс Нарцисович, 8) Кравцов Никифор Васильович, 9) Ніколаєнко Іван Гнатович, 10) Алексєєв Іван Ілліч, 11) Афонін Михайло Кузьмович, 12) Степанов Василь Григорович, 13) Євтушенко Василь Євдокимович, 14) Маранц Олександр Якович, 15) Істоміна Марія Олександрівна/Олексіївна, 16) Меркулова Катерина Іванівна, 17) Крестеняк Фелікс Андрійович/Олександрович, 18) Шефер Яків Андрійович, 19) Нестеренко Лаврентій Митрофанович, 20) Міняйло Михайло Лаврентійович, 21) Пузирьов Олексій Іванович, 22) Каравашкін Степан Гаврилович, 23) Геросін Прокіп Георгійович, 24) Вальтер Іван Федорович, 25) Герасимов Прокіп Севастьянович, 26) Пристав Федір Федорович 27) Фетісов Михайло Степанович, 28) Шеліхов Григорій Антонович, 29) Пархоменко Олександр Якович. |
| Есери та ОСЕРП                                        | 18                               | Латишев Микола Ф.; Паперний К.С.; Стрижевський П.П.; Рейнганд А.Л.; Потапов К.М.; Ханзон Н.Ш.; Вершин Іван Дормидонтович; Боголюбов Ю.А.; Міняйло Т.П.; Мішелевич М.А.; Усатий П.С.; Молдавський І.-А.В.; Погребний І.Н.; Любомудров Ф.В.; Попов І.Я.; Івонін І.І.; Лехцієр Г.-Б.І.; Заславський А.В. |
| домовласники                                          | 11                               | Павлов Г.Е.; Каун Ф.А.; Калістов Н.І.; Тананко Т.Ф.; Лихошерстов П.Е.; Євєлєв З.; Мойсеєв І.А.; Потапенко П.І.; Холодилін І.І.; Васильченко Н.М.; Чукаловський І.М. |
| Меншовики, Бунд, УСДРП                                | 10                               | Макаров А.В.; Фадєєв А.А.; Сахацький В.Ф.; Етуш Б.І.; Іванов-Багатирьов К.І.; Римський Григорій Михайлович; Козорєзов С.Д.; Вайль Михайло Абрамович; Фокін В.І.; Хижняк З.С. |
| Об'єднаний комітет єврейських громадських організацій | 1                                | Зарицький Л.-І. Б. |
| Просвіта                                              | 1                                | Вовченко Н.Ф. |
| кадети                                                | 2                                | Де-Сен-Лоран Георгій Володимирович; Гердзієвський Казимир Іванович |
| Єврейська народно-трудова партія                      | 2                                | Донде Л.Е.; Ахієзер З.А. |
| енеси                                                 | 1                                | Агапов Микола Флорович |

Головою Думи обрано К. Ворошилова (РСДРП(б)), міським головою – Олександра Червʼякова (РСДРП(б)).